# Tutankhamon (miniserie televisiva)
Tutankhamon (Tutankhamun) è una miniserie televisiva britannica di genere storico, diretta da Peter Webber e trasmessa dal 16 ottobre al 6 novembre 2016 sul canale ITV. La serie è ispirata agli avvenimenti realmente accaduti riguardanti il ritrovamento della tomba del faraone Nebkheperura Tutankhamon.
In Italia, la miniserie è andata in onda il 22 e 23 maggio 2017 su Focus. È la più grande produzione televisiva "non-factual" mai sbarcata su Focus. Nel 2022 è pubblicata nella piattaforma VOD su Serially.

## Trama
L'archeologo Howard Carter si imbatte sulla testimonianza di una tomba non scoperta di uno dei faraoni dimenticati dall'Egitto, Tutankhamon. I suoi colleghi, tuttavia, lo disprezzano poiché credono l'impresa impossibile, salvo per un solo uomo: il ricco Lord Carnarvon, un giocatore d'azzardo, che accetta di finanziare i lavori di Carter.

## Puntate
| nº | Titolo originale | Titolo italiano | Prima TV UK     | Prima TV Italia |
| -- | ---------------- | --------------- | --------------- | --------------- |
| 1  | Episode 1.1      | Prima puntata   | 16 ottobre 2016 | 22 maggio 2017  |
| 2  | Episode 1.2      | Seconda puntata | 23 ottobre 2016 | 22 maggio 2017  |
| 3  | Episode 1.3      | Terza puntata   | 30 ottobre 2016 | 23 maggio 2017  |
| 4  | Episode 1.4      | Quarta puntata  | 6 novembre 2016 | 23 maggio 2017  |